# Fontainea borealis
Fontainea borealis är en törelväxtart som beskrevs av Paul Irwin Forster. Fontainea borealis ingår i släktet Fontainea och familjen törelväxter.
Artens utbredningsområde är Papua Nya Guinea. Inga underarter finns listade i Catalogue of Life.